# Coppa del mondo per club FIFA 2007
La Coppa del Mondo per club FIFA 2007 (in giapponese: 2007FIFAクラブワールドカップ, 2007 FIFA kurabuwārudokappu, in inglese: 2007 FIFA Club World Cup), fu il 4º campionato mondiale di calcio per club organizzato dalla FIFA.
Si tenne dal 7 al 16 dicembre 2007, come le due precedenti edizioni, in Giappone.
Per la prima volta dalla presa in carico della FIFA, la competizione fu vinta da un club europeo, il Milan, vittorioso in finale 4-2 sugli argentini del Boca Juniors.
Per il Milan si trattò complessivamente del quarto titolo mondiale di club, considerando le tre Coppe Intercontinentali del 1969, 1989 e 1990. Con questo successo i rossoneri divennero il primo club nella storia del calcio a vincere il titolo mondiale per quattro volte, distaccando Real Madrid, Nacional, Peñarol e lo stesso Boca Juniors. 
In questa edizione della Coppa del mondo per club sono state introdotte delle sperimentazioni che riguardavano arbitri e pallone. Come annunciato dalla FIFA il 9 ottobre 2007, alla normale terna arbitrale sono stati aggiunti altri due arbitri, posizionati uno alle spalle di ogni porta. Inoltre nella Coppa del mondo per club 2007 è continuata la sperimentazione con i cosiddetti "palloni intelligenti", contenenti un microchip per stabilire con chiarezza se la palla sia entrata in porta. Questi palloni erano stati testati anche in occasione del Campionato mondiale di calcio Under-17 svoltosi in Perù nel 2005.

## Formula
La formula è stata leggermente modificata rispetto alle due precedenti edizioni. Alle sei vincitrici delle rispettive competizioni continentali si è aggiunta la squadra campione nazionale del paese ospitante, cioè la vincitrice della J. League giapponese. 
Il regolamento prevede però che possa partecipare solo una squadra per ogni nazione, quindi se una squadra del paese ospitante vince il proprio trofeo continentale, al posto dei campioni nazionali partecipa la finalista della competizione internazionale. Questa evenienza si è verificata nella presente edizione: a vincere la AFC Champions League 2007 è stata la compagine giapponese dell'Urawa Red Diamonds, perciò allo spareggio preliminare con la vincitrice della OFC Champions League hanno avuto accesso gli iraniani del Sepahan, anziché la squadra Campione del Giappone, ossia i Kashima Antlers.
Visto l'aumento del numero di partecipanti, da quest'anno si disputa un turno preliminare, in cui i finalisti perdenti della Champions asiatica devono sfidare i rappresentanti dell'Oceania. La vincente si aggrega alle detentrici dei titoli di Africa, Asia e Centro-Nord America. Le vincenti di questi scontri sfidano in semifinale le vincitrici della UEFA Champions League e della Coppa Libertadores. Oltre la finale per il titolo si disputa un incontro per il terzo posto. In questa edizione non si è disputato l'incontro per il quinto posto.
La Coppa del Mondo per club FIFA 2007 ha avuto un montepremi di 16 milioni di dollari. La squadra vincitrice del torneo ne ha ricevuti 5 milioni, la seconda classificata 4 milioni, mentre la terza 2,5 milioni. Il restante montepremi è stato distribuito tra gli altri club seguendo un ordine di classifica. Inoltre, un'automobile Toyota è stata assegnata come premio al miglior giocatore in campo.

## Stadi
Il Nissan Stadium di Yokohama, durante lo svolgimento della Coppa del mondo per club, torna ad assumere il precedente nome di International Stadium. Ciò a causa di una norma della FIFA che vieta di sponsorizzare i nomi degli stadi utilizzati durante le proprie competizioni.
| International Stadium Yokohama | Tokyo Toyota Yokohama | Stadio Olimpico di Tokyo | Stadio Toyota    |
| ------------------------------ | --------------------- | ------------------------ | ---------------- |
| Località: Yokohama             | Tokyo Toyota Yokohama | Località: Tokyo          | Località: Toyota |
| Capienza: 72.370               | Tokyo Toyota Yokohama | Capienza: 60.000         | Capienza: 45.000 |
|                                | Tokyo Toyota Yokohama |                          |                  |

## Squadre partecipanti
| Squadra         | Data di qualificazione | Confederazione | Qualificata in quanto                    | Partecipazioni |
| --------------- | ---------------------- | -------------- | ---------------------------------------- | -------------- |
| Pachuca         | 27 aprile 2007         | CONCACAF       | Campione CONCACAF Champions' Cup 2007    | 1ª             |
| Waitakere Utd   | 29 aprile 2007         | OFC            | Campione OFC Champions League 2007       | 1ª             |
| Milan           | 23 maggio 2007         | UEFA           | Campione UEFA Champions League 2006-2007 | 1ª             |
| Boca Juniors    | 20 giugno 2007         | CONMEBOL       | Campione Coppa Libertadores 2007         | 1ª             |
| Étoile du Sahel | 9 novembre 2007        | CAF            | Campione CAF Champions League 2007       | 1ª             |
| Urawa Reds      | 14 novembre 2007       | AFC            | Campione AFC Champions League 2007       | 1ª             |
| Sepahan         | 14 novembre 2007       | AFC            | Finalista AFC Champions League 2007      | 1ª             |

## Arbitri
La FIFA ha selezionato un esponente per ogni singola confederazione, più uno di riserva.
AFC
- Mark Shield
- Hiroyoshi Takayama (riserva)

CAF
- Coffi Codjia

CONCACAF
- Marco Rodríguez

CONMEBOL
- Jorge Larrionda

OFC
- Peter O'Leary

UEFA
- Claus Bo Larsen

## Risultati

### Tabellone
|  | Primo turno      | Primo turno  |                             |                 | Secondo turno | Secondo turno |  |  | Semifinali | Semifinali |  |  | Finale | Finale |
|  |                  |              |                             |                 |               |               |  |  |            |            |  |  |        |        |
|  | Sepahan          | 3            |                             |                 |               |               |  |  |            |            |  |  |        |        |
|  | Sepahan          | 3            |                             |                 |               |               |  |  |            |            |  |  |        |        |
|  | Waitakere United | 1            |                             |                 | Sepahan       | 1             |  |  |            |            |  |  |        |        |
|  | Waitakere United | 1            |                             |                 | Sepahan       | 1             |  |  |            |            |  |  |        |        |
|  |                  |              |                             |                 | Urawa Reds    | 3             |  |  |            |            |  |  |        |        |
|  | Urawa Reds       | 0            |                             |                 | Urawa Reds    | 3             |  |  |            |            |  |  |        |        |
|  | Urawa Reds       | 0            |                             |                 |               |               |  |  |            |            |  |  |        |        |
|  |                  |              | Milan                       | 1               |               |               |  |  |            |            |  |  |        |        |
|  |                  |              | Milan                       | 1               |               |               |  |  |            |            |  |  |        |        |
|  |                  |              |                             |                 |               |               |  |  |            |            |  |  |        |        |
|  |                  |              |                             |                 |               |               |  |  |            |            |  |  |        |        |
|  | Milan            | 4            |                             |                 |               |               |  |  |            |            |  |  |        |        |
|  | Milan            | 4            |                             |                 |               |               |  |  |            |            |  |  |        |        |
|  |                  | Boca Juniors | 2                           |                 |               |               |  |  |            |            |  |  |        |        |
|  |                  |              | 2                           | Étoile du Sahel | 1             |               |  |  |            |            |  |  |        |        |
|  |                  |              |                             |                 |               |               |  |  |            |            |  |  |        |        |
|  |                  | Pachuca      | 0                           |                 |               |               |  |  |            |            |  |  |        |        |
|  | Étoile du Sahel  | Pachuca      | 0                           | 0               |               |               |  |  |            |            |  |  |        |        |
|  | Étoile du Sahel  |              | Incontro per il terzo posto | 0               |               |               |  |  |            |            |  |  |        |        |
|  |                  |              | Boca Juniors                | 1               |               |               |  |  |            |            |  |  |        |        |
|  | Urawa Reds       | 2 (4)        | Boca Juniors                | 1               |               |               |  |  |            |            |  |  |        |        |
|  | Urawa Reds       | 2 (4)        |                             |                 |               |               |  |  |            |            |  |  |        |        |
|  | Étoile du Sahel  | 2 (2)        |                             |                 |               |               |  |  |            |            |  |  |        |        |
|  | Étoile du Sahel  | 2 (2)        |                             |                 |               |               |  |  |            |            |  |  |        |        |
|  |                  |              |                             |                 |               |               |  |  |            |            |  |  |        |        |

### Play-off per i quarti di finale
| Arbitro: | Marco Rodríguez |

|                             |           |                   |
| Mohammed 3’, 4’ Al-Hail 47’ | Marcatori | 74’ (aut.) Aghily |

### Quarti di finale
| Arbitro: | Mark Shield |

|           |           |  |
| Narry 85’ | Marcatori |  |

| Arbitro: | Coffi Codjia |

|            |           |                                            |
| Karimi 80’ | Marcatori | 32’ Nagai 54’ Washington 70’ (aut.) Aghily |

### Semifinali
| Arbitro: | Claus Bo Larsen |

|  |           |             |
|  | Marcatori | 37’ Cardozo |

| Arbitro: | Jorge Larrionda |

|  |           |             |
|  | Marcatori | 68’ Seedorf |

### Incontro per il terzo posto
| Arbitro: | Peter O'Leary |

|                                 |                      |                              |
| Frej 5’ (rig.) Chermiti 75’     | Marcatori            | 35’, 70’ Washington          |
| Nafkha Ghezal Ben Nasser Traoui | Tiri di rigore 2 – 4 | Washington Abe Nagai Hosogai |

### Finale
| Arbitro: | Marco Rodríguez |

|                         |           |                                     |
| Palacio 23’ Ledesma 85’ | Marcatori | 21’, 71’ Inzaghi 50’ Nesta 61’ Kaká |

## Classifica
| Pos. | Squadra         | Confederazione |
| ---- | --------------- | -------------- |
| 1    | Milan           | UEFA           |
| 2    | Boca Juniors    | CONMEBOL       |
| 3    | Urawa Reds      | AFC            |
| 4    | Étoile du Sahel | CAF            |
| 5    | Pachuca         | CONCACAF       |
| 5    | Sepahan         | AFC            |
| 7    | Waitakere Utd   | OFC            |

## Classifica marcatori
| Gol |  |  | Giocatore        | Squadra            |
| --- |  |  | ---------------- | ------------------ |
| 3   |  |  | Washington       | Urawa Red Diamonds |
| 2   |  |  | Filippo Inzaghi  | Milan              |
| 2   |  |  | Emad Mohammed    | Sepahan            |
| 1   |  |  | Clarence Seedorf | Milan              |
| 1   |  |  | Kaká             | Milan              |
| 1   |  |  | Alessandro Nesta | Milan              |
| 1   |  |  | Neri Cardozo     | Boca Juniors       |
| 1   |  |  | Pablo Ledesma    | Boca Juniors       |
| 1   |  |  | Rodrigo Palacio  | Boca Juniors       |
| 1   |  |  | Amine Chermiti   | Étoile du Sahel    |
| 1   |  |  | Saber Ben Frej   | Étoile du Sahel    |
| 1   |  |  | Moussa Narry     | Étoile du Sahel    |
| 1   |  |  | Abu Al-Hail      | Sepahan            |
| 1   |  |  | Mahmoud Karimi   | Sepahan            |
| 1   |  |  | Yūichirō Nagai   | Urawa Red Diamonds |

Autoreti
- 2:  Hadi Aghily (Sepahan)